# Very Large Telescope

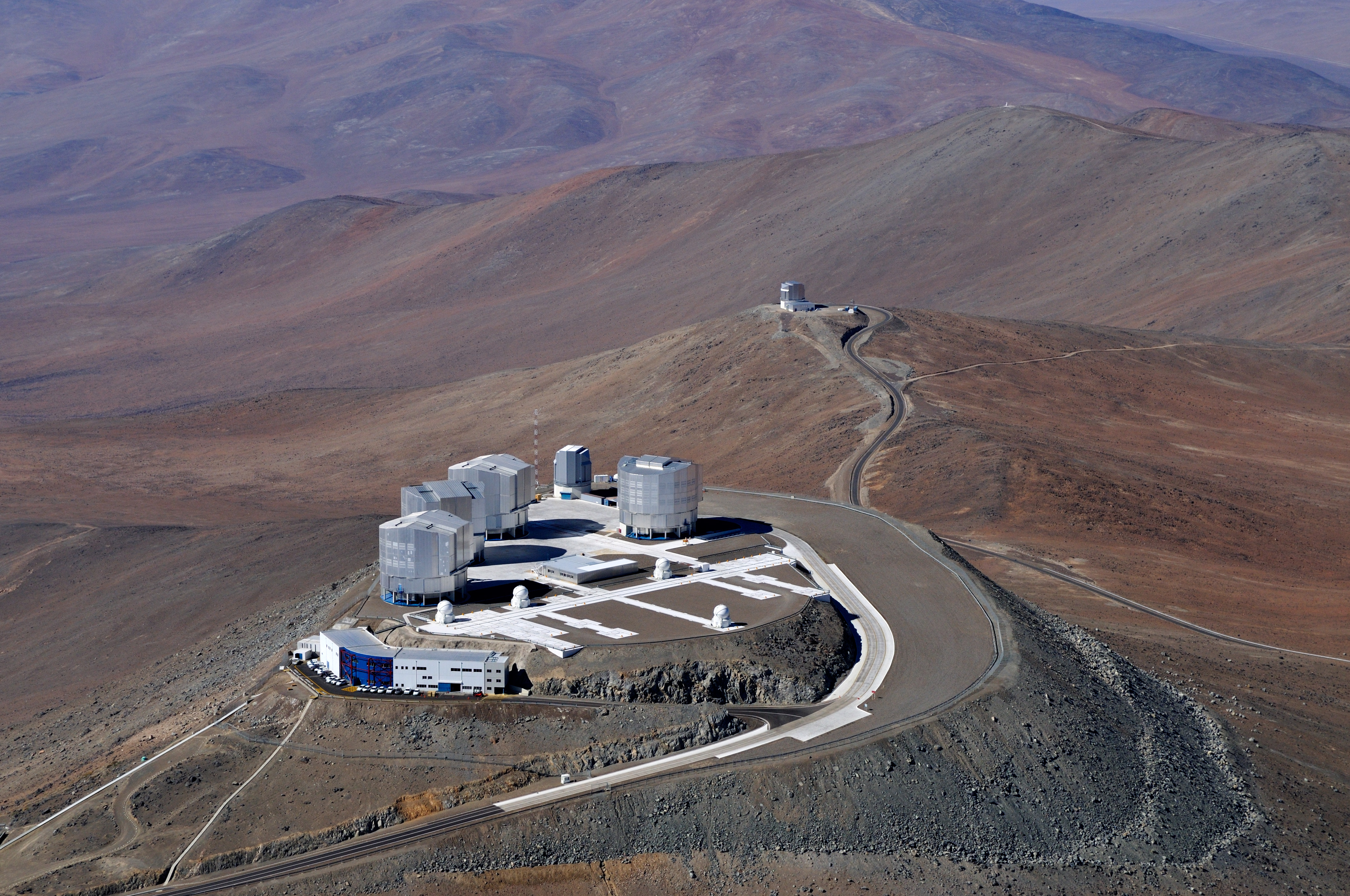
De Very Large Telescope op de Cerro Paranal (Chili) in vogelvlucht

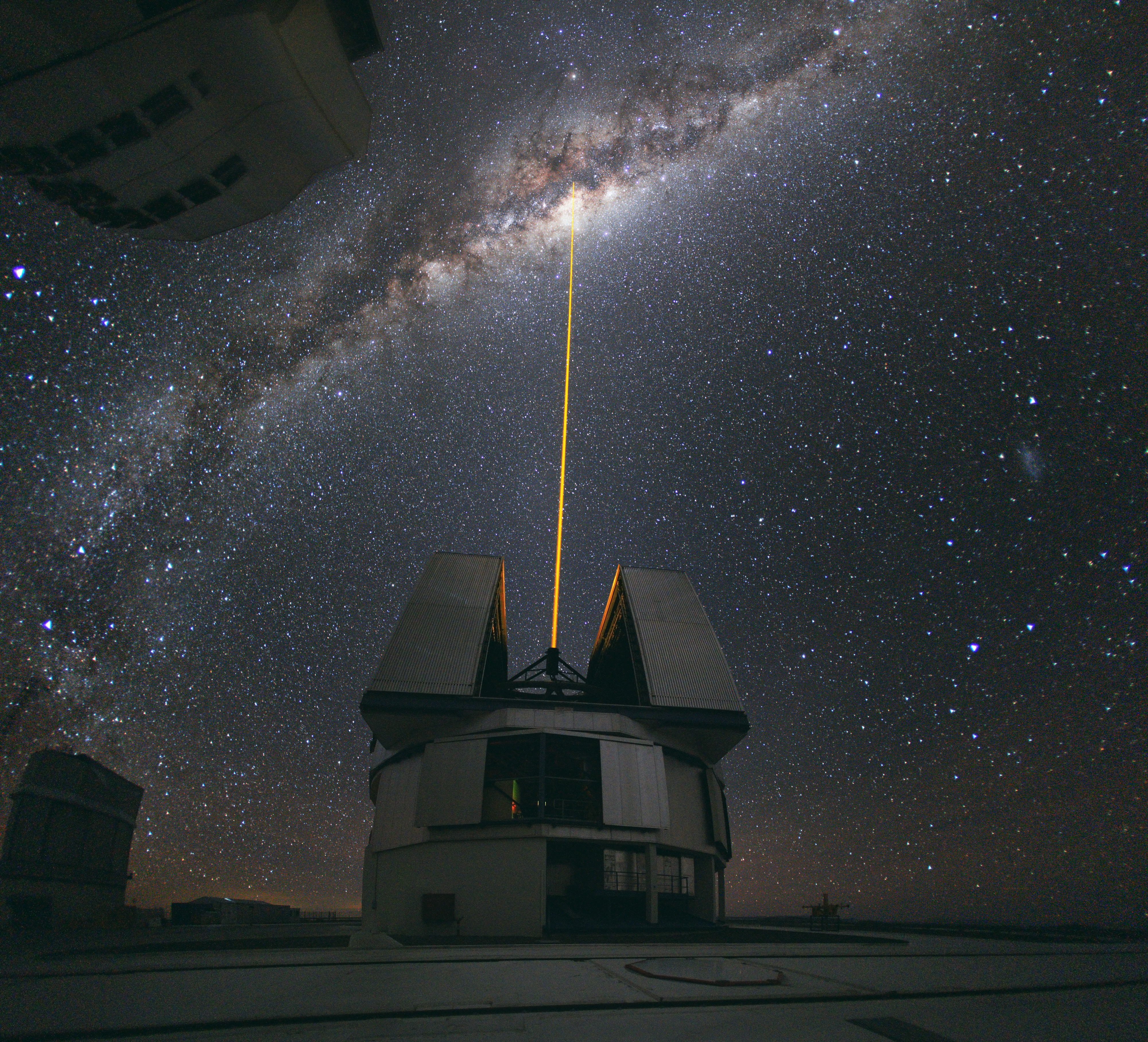
De UT4 creëert een laservolgster

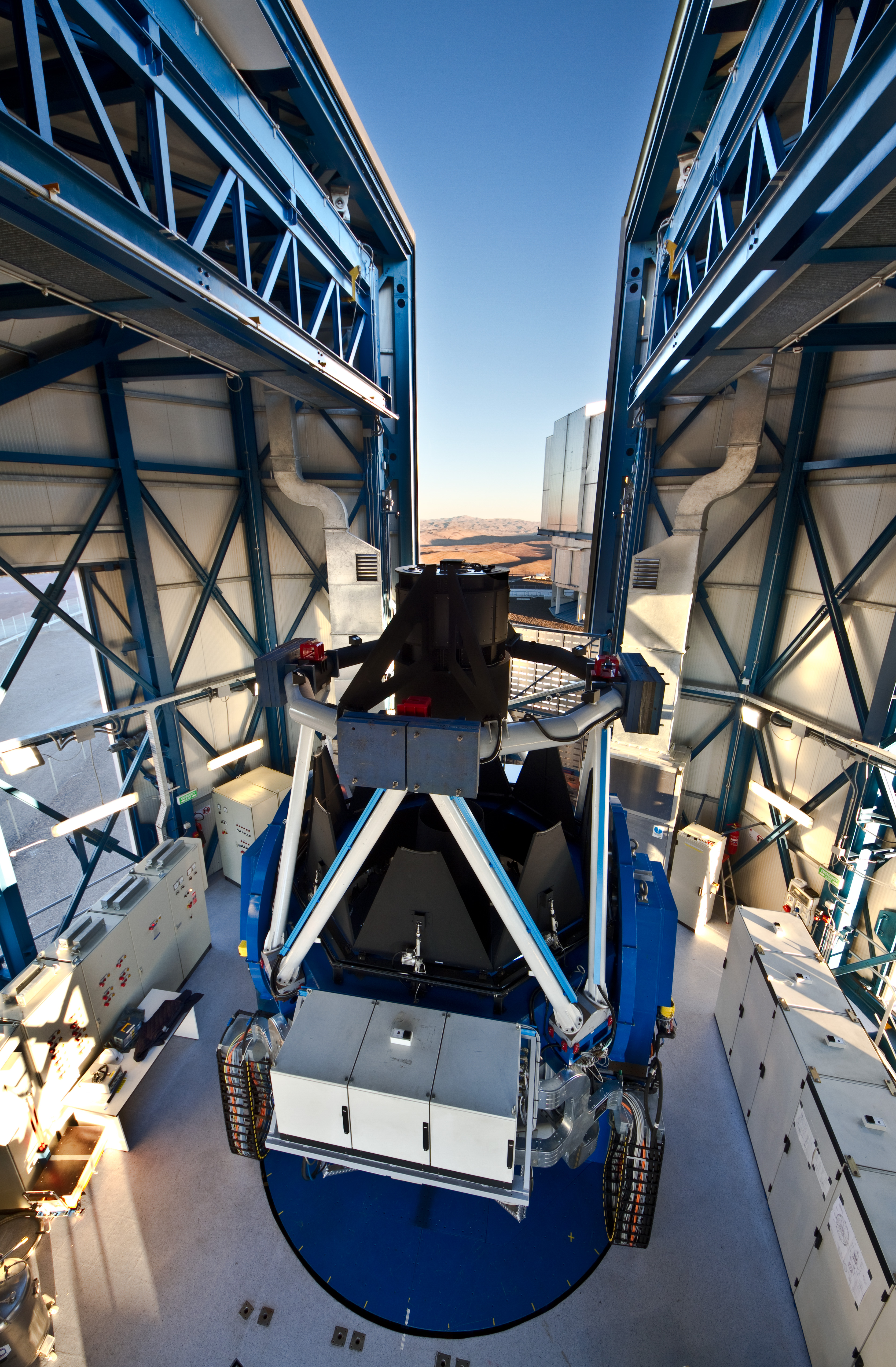
De VLT Survey Telescope (VST)

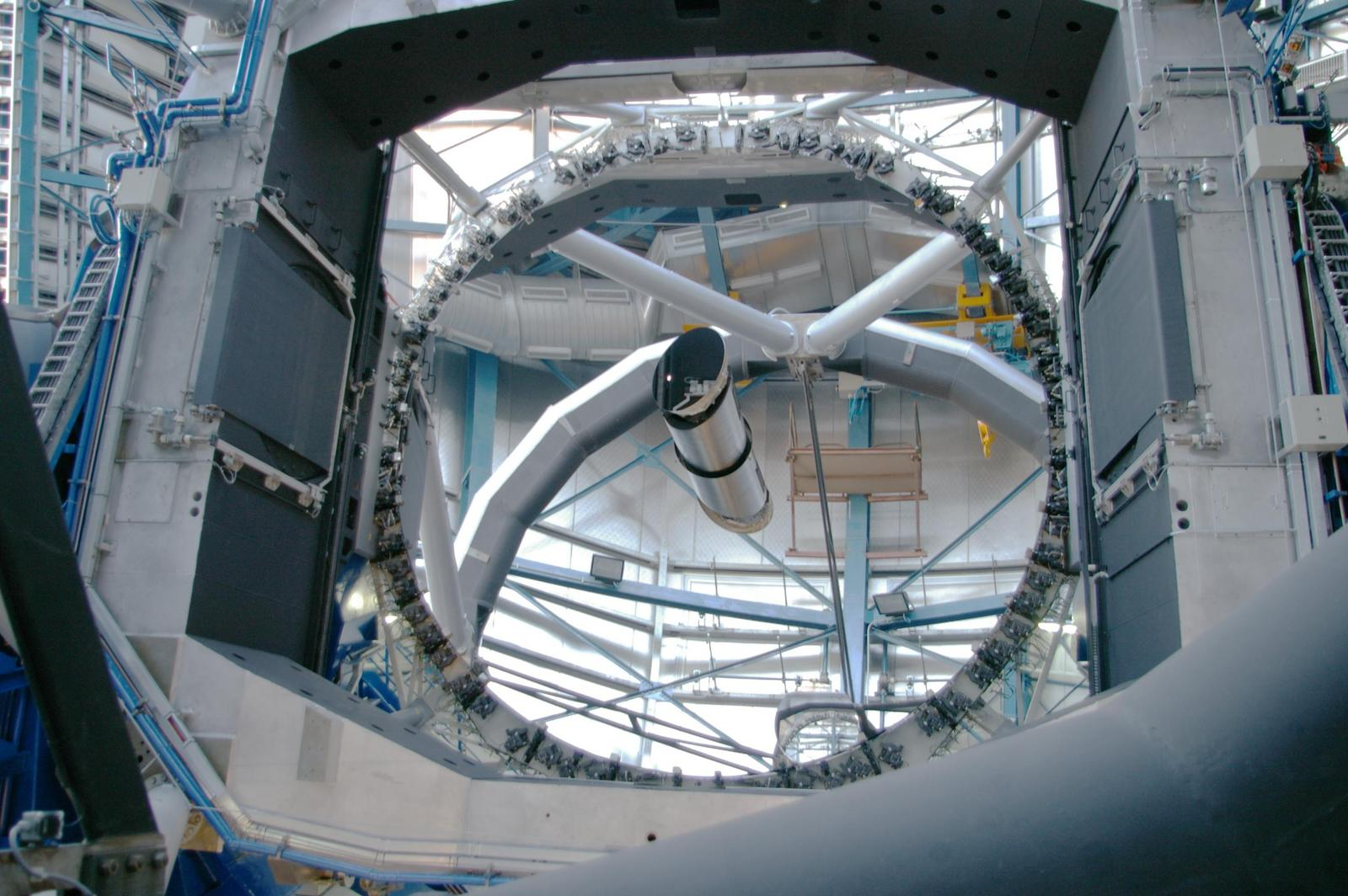
Hoofdspiegel van telescoop UT2

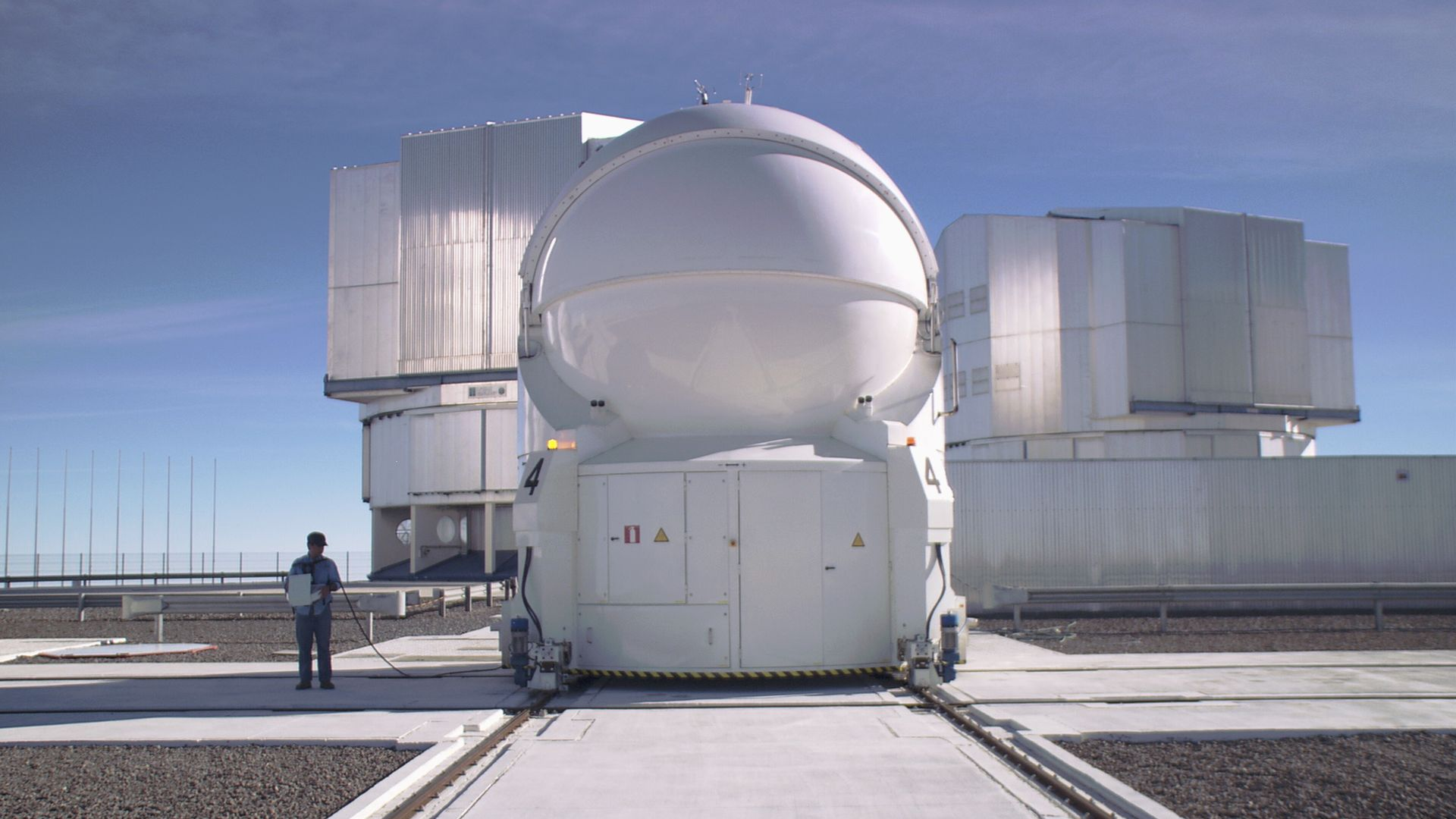
Hulptelescoop (AT4) met twee UT's op de achtergrond

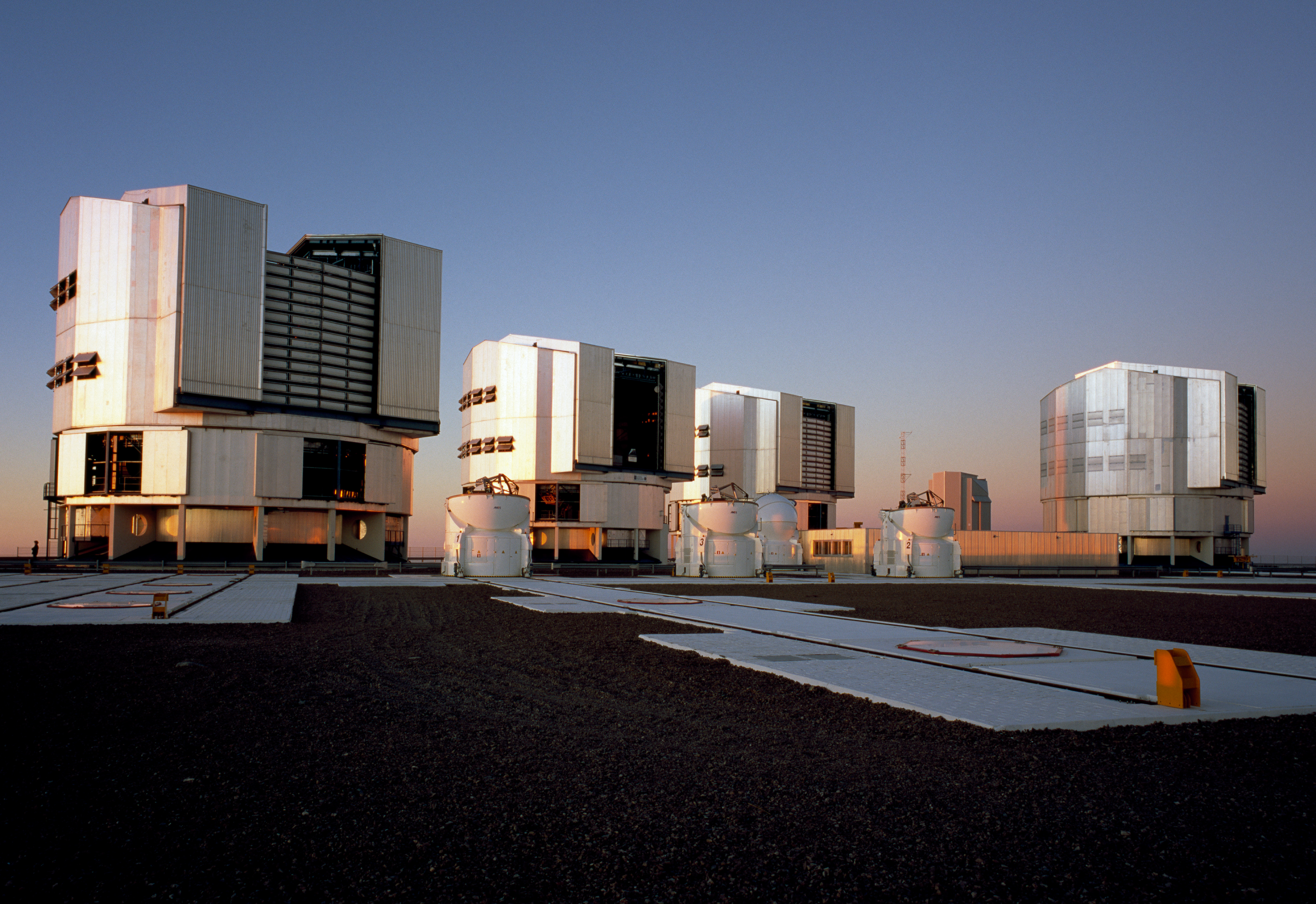
De vier UT's, met de vier AT's op de voorgrond

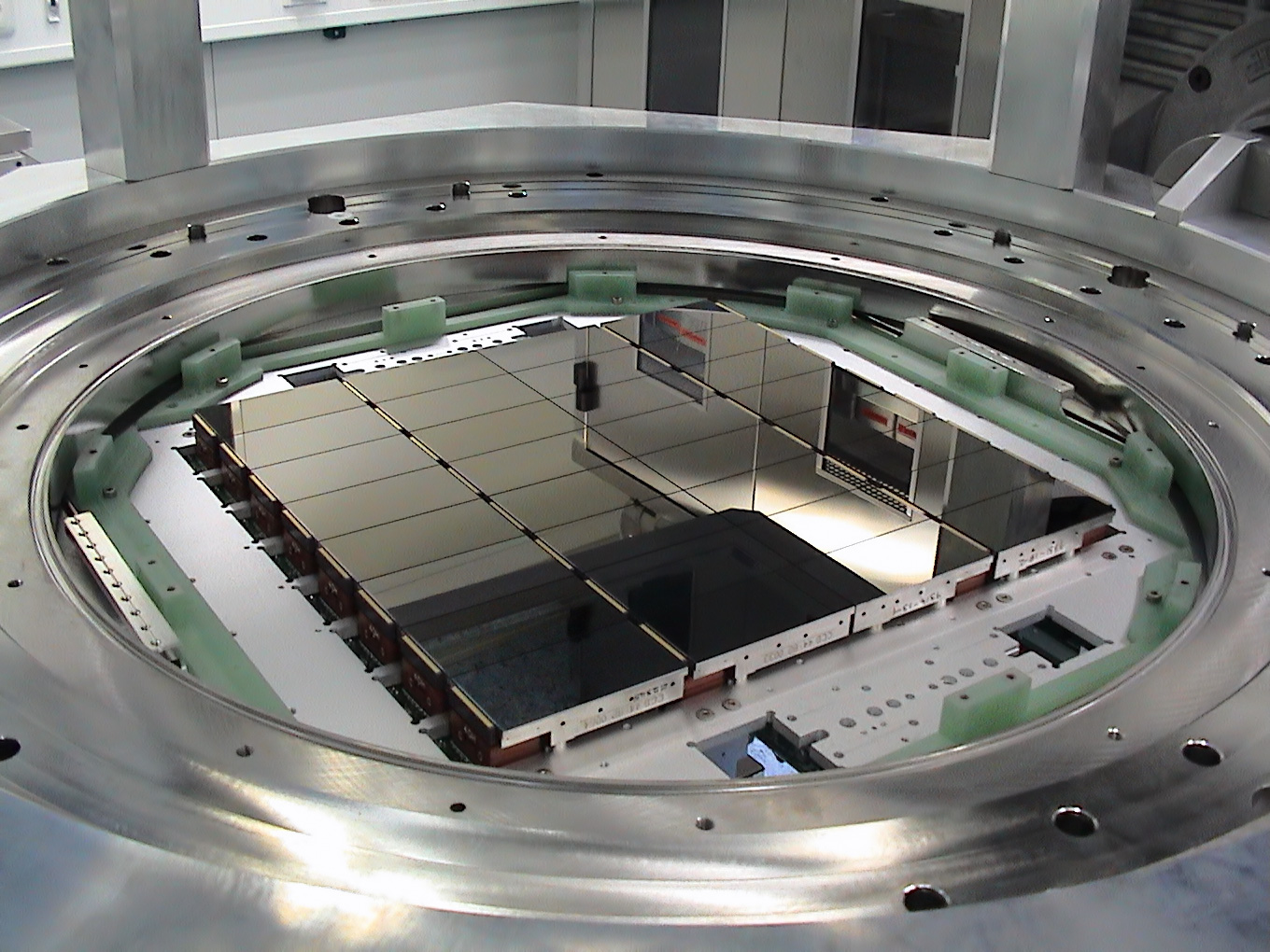
De OmegaCAM-camera van de VST

De Very Large Telescope of VLT is een zeer geavanceerd astronomisch observatorium, dat gevestigd is op de berg Cerro Paranal in de Atacamawoestijn in Chili op 2635 meter hoogte. De VLT is op die plaats gebouwd zodat de ESO (Europese Organisatie voor Astronomisch Onderzoek in het Zuidelijk halfrond) zo weinig mogelijk hinder zou ondervinden van bewolking, lichtvervuiling en instabiliteit van de dampkring. De hemel is er dan ook 350 nachten per jaar buitengewoon helder.

## De telescopen
Het observatorium bestaat uit vier grote 8,2-meter spiegeltelescopen van het type Ritchey-Chrétien, die de Unit Telescopes of UT's worden genoemd, en een aantal kleinere telescopen met een spiegeldoorsnede van 1,8 m. Deze zijn de Auxiliary Telescopes of AT's. De vier UT's hebben namen uit de oude Indianentaal Mapuche: Antu (= Zon), Kueyen (= Maan), Melipal (= Zuiderkruis) en Yepun (=Venus). In de UT-benaming heten ze UT1, UT2, UT3 en UT4. Analoog voor de Auxiliary Telescopes. Deze Auxiliary Telescopes zijn gebouwd in Luik (België) door het bedrijf AMOS. Ze zijn achteraf overgevlogen naar Chili.
De vier spiegeltelescopen kunnen als een interferometer aan elkaar worden gekoppeld, waardoor ze als één grote telescoop kunnen opereren. Dit systeem staat bekend als Very Large Telescope Interferometer of VLTI. Momenteel kunnen slechts de Auxiliary Telescopes met elkaar worden verbonden en de Unit Telescopes met elkaar. Maximaal drie telescopen tegelijkertijd. In de toekomst zullen alle telescopen op het platform van Paranal met elkaar kunnen worden verbonden. Het nut van interferometrie is de enorme toename van het scheidend vermogen. Stel dat twee telescopen honderd meter uit elkaar staan, lijkt het alsof er naar het object gekeken wordt met een spiegel van honderd meter diameter. Het object kan slechts in die lijn worden bekeken (baseline). Hoe meer verschillende combinaties, op hoe meer verschillende lijnen het object bekeken kan worden. Er kan aan interferometrie worden gedaan met behulp van de vertragingslijnen, aangelegd door een Nederlands bedrijf. Deze zorgen ervoor dat beide lichtgolven op elkaar vallen zodanig dat er constructieve interferentie optreedt.
De astronomen verblijven er in de Residencia Paranal, waar het slotgedeelte van James Bonds Quantum of Solace verfilmd is. Binnenin is er een hogere vochtigheidsgraad en is er groen aanwezig om de astronomen een aangenamer gevoel te geven tijdens hun verblijf in de droge Atacamawoestijn. Het gebouw kan volledig verduisterd worden zodanig dat er geen licht meer uit kan ontsnappen dat de observaties zou kunnen storen. Om dit nog beter te garanderen, mag men er 's nachts alleen rondrijden met parkeerlichten.
De telescopen zijn uitgerust met actieve optiek ter compensatie van de vervorming van de spiegel onder zijn eigen gewicht tijdens het volgen van een ster, en met adaptieve optiek om de invloed van atmosferische turbulentie op de beeldkwaliteit te compenseren.

### De VLT Survey Telescope
In 2011 is de VLT Survey Telescope (VST), met een spiegeldiameter van 2,6 m, in gebruik genomen. Deze is bedoeld om overzichtsopnames te maken van grotere gebieden, teneinde daar naar objecten te zoeken die interessant zijn voor verder onderzoek met de grotere telescopen. De VST is voorzien van een OmegaCAM-camera van 268 megapixels, met een gewicht van 770 kg. Deze camera, ontwikkeld door een Nederlands, een Duits en een Italiaans instituut in samenwerking met ESO, werkt in het zichtbare gebied. Met een beeldhoek overeenkomend met tweemaal de diameter van de maan is hij de grootste surveytelescoop ter wereld in het zichtbare gebied. De telescoop is uitgerust met actieve optiek.

## Instrumenten
| Telescopen    | Cassegrainbrandpunt | Nasmythbrandpunt A | Nasmythbrandpunt B |
| ------------- | ------------------- | ------------------ | ------------------ |
| Antu (UT1)    | FORS 2              |                    | KMOS               |
| Kueyen (UT2)  | X-shooter           | FLAMES             | UVES               |
| Melipal (UT3) | VISIR               | SPHERE             | VIMOS              |
| Yepun (UT4)   | SINFONI             | HAWK-I             | MUSE               |

Hierbij betekent:
| CRIRES:      | (CRyogenic high-resolution InfraRed Echelle Spectrograph) levert een hoog scheidend vermogen tot 100.000 in het spectrale gebied van 1...5 μm                                                                           |
| FLAMES:      | (Fibre Large-Area Multi-Element Spectrograph) kan gelijktijdig en met hoge spectrale resolutie honderden individuele sterren in nabije sterrenstelsel bestuderen, en kan de resultaten via glasvezel doorgeven aan UVES |
| FORS 1:      | (FOcal Reducer and low dispersion Spectrograph) is een camera voor zichtbaar licht en een spectrograaf voor meervoudige objecten met een gezichtsveld van 6,8 boogminuten.                                              |
| FORS 2:      | Als FORS 1, maar met aanvullende multi-objectspectroscopie. |
| HAWK-I:      | (High-Acuity Wide-field K-band Imager) is een beeldvormer in het nabije infrarood met een relatief grote beeldhoek |
| ISAAC:       | (Infrared Spectrometer And Array Camera) is een camera en spectrograaf die werkt in het nabije infrarood |
| NACO:        | NAOS-CONICA, (NAOS betekent Nasmyth Adaptive Optics System, CONICA betekent COudé Near Infrared CAmera) |
| SINFONI:     | (Spectrograph for Integral Field Observations in the Near Infrared), een integraleveldspectrograaf voor het nabije infrarood (1...2,5 μm), gevoed door een adaptieve-optiekmodule                                       |
| UVES:        | (Ultraviolet and Visual Echelle Spectrograph) is een spectrograaf voor ultraviolet en zichtbaar licht |
| VIMOS:       | (VIsible Multi-Object Spectrograph), een vierkanaals multi-objectenspectrograaf en -beeldvormer, waarmee lageresolutiespectra kunnen worden gemaakt van max. 1000 sterrenstelsels tegelijk                              |
| VISIR        | (VLT Imager and Spectrometer for the mid-InfraRed) biedt diffractiebegrensde beeldvorming met hoge gevoeligheid in de twee atmosferische vensters in het midden-infrarood (MIR) (8...13 µm en 16,5...24,5 µm)           |
| X-shooter    | Snelle spectrograaf die in één keer een breed golflengtespectrum in kaart brengt: van het ultraviolet tot het niet-thermische infrarood. (0,3...2,5 µm)                                                                 |
| Guest focus: | Beschikbaar voor 'gast-instrumenten'. |